# Ефекат Нобелове награде
Ефекат Нобелове награде је запажање о негативним ефектима добијања Нобелове награде на лауреате и њихове каријере. Ови ефекти укључују смањену продуктивност, ограничења у областима рада и перцепцију јавности о стручности у областима које нису повезане са радом лауреата. Термин Нобелов ефекат се такође користи у тим контекстима, као иу контексту дуговечности лауреата и утицаја на међународно право у случају Нобелове награде за мир.

## Продуктивност
Дефиниција "ефекта Нобелове награде" која се највише приписује Ричарду Хамингу описује ефекат као смањење продуктивности, што отежава научнику да ради на малим проблемима након што је добио награду. Током говора на семинару, Хаминг је описао сцену на церемонији доделе Нобелових награда на следећи начин:
... сва три лауреата су устала и одржала говоре. Трећи, Walter Houser Brattain, практично са сузама у очима, рекао је: „Знам за овај ефекат Нобелове награде и нећу дозволити да то утиче на мене; остаћу добри стари Walter Houser Brattain“. Па, рекао сам себи, "То је лепо." Али за неколико недеља сам видео да то утиче на њега. Сада је могао да ради само на великим проблемима.

## Јавна перцепција
Ефекат Нобелове награде је такође описан као последица перцепције јавности о нобеловцу, увећане светском изложеношћу искуствима лауреата. Један пример је да се према нобеловцу треба односити са поштовањем због перцепције да лауреат има ауторитативно знање о било којој теми ван области у којој је добио награду. Нобеловац Клаус фон Клицинг описује ефекат као лични терет, јер други људи имају тенденцију да верују да се знање нобеловца протеже на све области. Истовремено, признаје да је то и корист, јер ће људи на позицијама власти обратити пажњу на ставове нобеловаца.  Како је физичар Hubert Curien описао овај феномен на предавању Савета за истраживање природне средине :
Ако неко добије Нобелову награду, на њега се одмах налете разни људи који му постављају разна питања о разним темама о којима он ништа не зна. Веома је тешко одолети искушењу да одговори &нбсп;– да да било какав стари одговор о темама о којима ништа не зна. Видели смо колеге који су добили Нобелову награду како причају глупости о таквим и таквим политичким питањима, о којима заиста немају знања.
Још један пример ефекта нове перцепције јавности је када дела нобеловца одједном постану популарна и тражена због славе коју Нобелова награда даје лауреату. Канадска списатељица Алис Манро, добитница Нобелове награде за књижевност 2013., изненада се нашла пред кинеском публиком са тако јаким захтевима за својим делима да су брзо распродата, а два издавача у Кини су се уплела у спор око права на објављивање. 
Сматрало се да перцепција међу колегама у истој дисциплини има мерљив утицај на то колико често се цитирају дела нобеловца пре и после доделе награде. Док једноставно поређење броја цитата пре и после награде указује на утицај, студија која је у анализи користила подударну синтетичку контролну групу сугерише да нема таквог ефекта ни на утицај цитата нити на повезане ланчане реакције цитата. 

## Нобелова болест
Нобелова болест је претпостављена болест која доводи до тога да одређени добитници Нобелове награде прихватају чудне или научно неисправне идеје, обично касније у животу.   Тврди се да је ефекат делимично резултат тенденције да се нобеловци осећају оснаженим наградом да говоре о темама изван њихове специфичне области стручности   у комбинацији са тенденцијом да нобеловци буду врсте научника који размишљају на неконвенционалне начине. 
Нобеловац из 1976. Милтон Фридман је у кратком говору током банкета (не током свог формалног Нобеловог предавања) рекао да, „Једног дана нам је јако потребан противотров и за надувану пажњу која је додељена нобеловцу у областима ван његове надлежности и за надувани его сваког од њих нас је у опасности да добијемо. Моје властито поље сугерише један очигледан противотров: конкуренцију кроз успостављање много више награда. Али производ који је био толико успешан [Нобелову награду] није лако заменити. Стога сумњам да је наш надуван его је сигуран за добро време које долази“. 

## Нобелова награда за мир
Поред ефеката добијања Нобелове награде који мењају живот, постоји алтернативно значење за Нобелов ефекат у контексту Нобелове награде за мир . У том контексту, правници су расправљали о томе да ли су лауреати Нобелове награде за мир, као резултат добијања награде, утицали на обликовање нових норми у међународном праву и међународним односима,   и сугеришући да се награда за мир може значајан фактор у подстицању стварања мира међу појединцима широм света. 

## Дуговечност
Анализа података о рођењу лауреата Нобелове награде за науку из 19. века проценила је да је добијање Нобелове награде у корелацији са једном или две године додатне дуговечности за примаоца, у поређењу са само номинацијом за награду. 